# منجنیق هواپیما

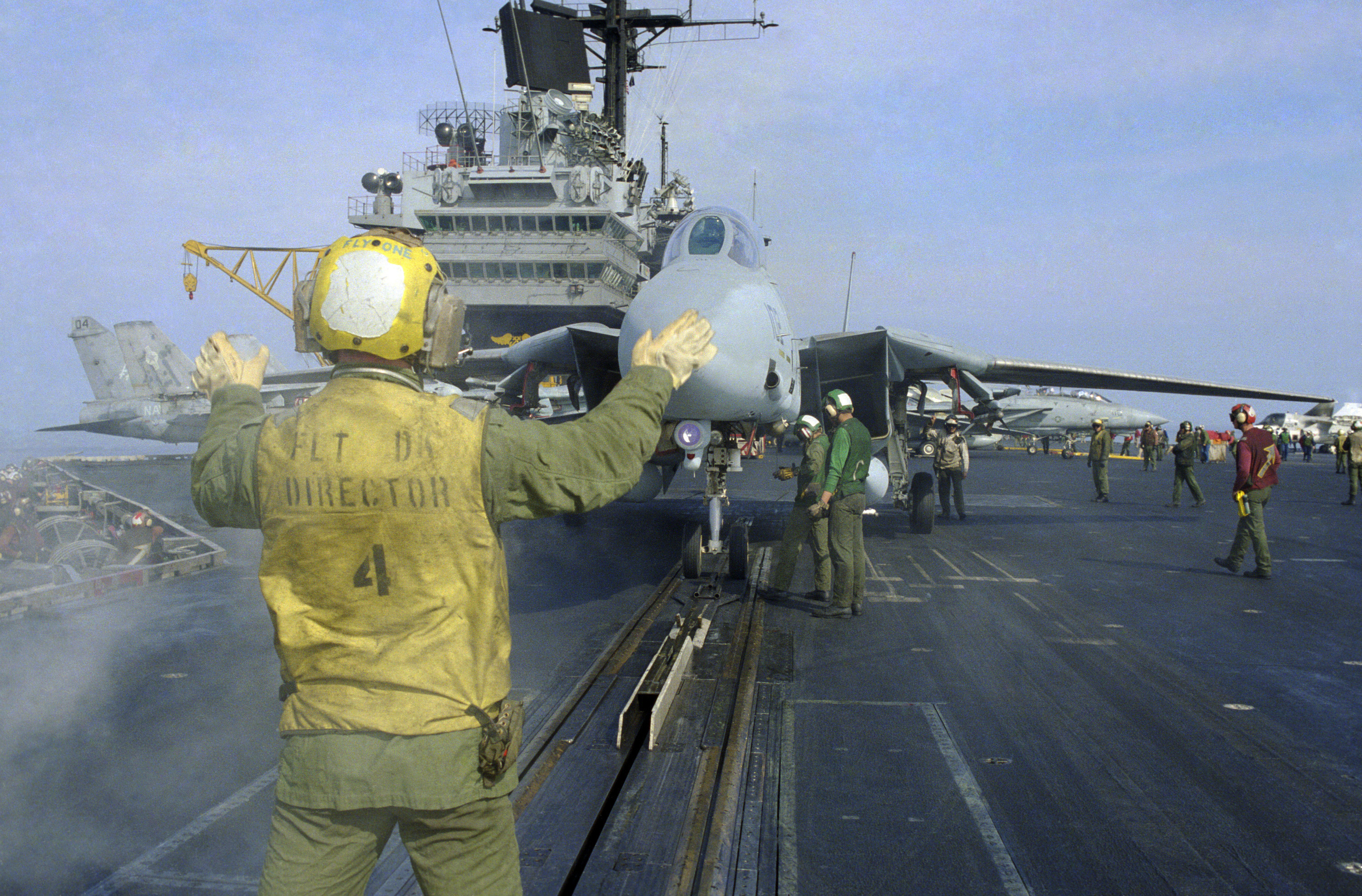
یک جنگندهٔ اف-۱۴ تام‌کت در حال آماده شدن برای اتصال به یک منجنیق در یواس‌اس ساراتوگا

منجنیق هواپیما (به انگلیسی: Aircraft catapult) وسیله‌ای است که برای به پرواز درآوردن هواپیما در یک باند پرواز محدود، به‌طور معمول از عرشهٔ کشتی‌ها، استفاده می‌شود. این منجنیق‌ها همچنین می‌توانند در باندهای زمینی نصب شوند اما این کار به‌ندرت انجام می‌شود. آن‌ها معمولاً در ناوهای هواپیمابر به‌عنوان نوعی برخاست کمکی استفاده می‌شوند.
به شکلی که در ناوهای هواپیمابر استفاده می‌شود، منجنیق شامل یک مسیر یا شکاف است که در عرشهٔ پرواز تعبیه شده‌است، که در زیر آن یک پیستون یا شاتل بزرگ وجود دارد که از طریق مسیر به چرخ دماغهٔ هواپیما متصل می‌شود، یا در برخی موارد یک سیم بکسل که به آن لگام منجنیق می‌گویند به هواپیما و شاتل منجنیق متصل می‌شود. اَشکال دیگری نیز در تاریخ هوانوردی مورد استفاده قرار گرفته‌اند، مانند گاری پرتابی که یک هواگرد آب‌نشین روی یک سازهٔ آهنی بلند روی عرشهٔ یک کشتی جنگی یا کشتی تجاری نصب شده‌است، اما بیشتر منجنیق‌ها مفهوم مسیر لغزشی مشابهی دارند.
پارامترها و ابزارهای مختلفی برای به حرکت درآوردن منجنیق‌ها دارای اهمیت هستند، مانند وزن و دریک، باروت، چرخ لنگر، فشار هوا، نیروی هیدرولیک، موتور بخار و تقویت‌کنندهٔ موشک سوخت جامد. 
نیروی دریایی ایالات متحده با ساخت ناوهای هواپیمابر کلاس جرالد آر. فورد در حال توسعهٔ استفاده از سیستم‌های الکترومغناطیسی پرتاب هواپیما است.
در گذشته منجنیق شدن هواگردهای آب‌نشین رایج بود و به آن‌ها اجازه می‌داد روی آب و نزدیک کشتی فرود بیایند و از روی عرشهٔ کشتی بلند شوند. در جنگ جهانی دوم (پیش از ظهور ناوهای پشتیبان) هواپیماهای جنگندهٔ معمولی (به‌ویژه هاوکر هاریکن) گاهی از کشتی‌های تجاری مجهز به منجنیق (CAM) منجنیق می‌شدند تا به نبرد با هواپیماهای دشمن بروند اما نبود باند فرود در کشتی‌های تجاری، خلبان را مجبور می‌کرد پس از پایان مأموریت خود به یک باند فرود زمینی تغییر مسیر دهد یا با چتر نجات به بیرون بپرد و منتظر نجات باشد.

## تاریخچه

### نخستین پرواز ثبت‌شده با استفاده از منجنیق
ساموئل لنگلی، پیشگام هوانوردی فعال در مؤسسهٔ اسمیتسونین، از یک منجنیق فنری برای پرتاب مدل‌های پرندهٔ موفق خود و لانگلی آئرودروم شکست‌خوردهٔ خود در سال ۱۹۰۳ استفاده کرد. به همین ترتیب، برادران رایت که در سال ۱۹۰۴ شروع به کار کردند، از یک منجنیق سبک‌وزن و دریک برای کمک به هواپیمای خود برای برخاستن در فاصلهٔ محدود استفاده کردند.
در ۳۱ ژوئیهٔ ۱۹۱۲، تئودور گوردون الیسون نخستین فردی بود که با یک هواپیما با سیستم منجنیق نیروی دریایی ایالات متحده پرتاب شد. نیروی دریایی در حال تکمیل یک سیستم منجنیق هوای فشرده بود و آن را در اسکلهٔ سانتی در آناپولیس، مریلند نصب کرد. نخستین تلاش می‌توانست باعث مرگ الیسون شود، هنگامی که هواپیمای او با دماغه‌اش رو به بالا از سطح شیب‌دار خارج شد و با باد مخالف برخورد کرد و هواپیما به درون آب افتاد. الیسون اما توانست بدون صدمه از لاشهٔ هواپیما فرار کند. در ۱۲ نوامبر ۱۹۱۲، ستوان الیسون به‌عنوان نخستین پرتاب موفق منجنیق نیروی دریایی، از یک بارج ثابت زغال‌سنگ، تاریخ‌ساز شد. در ۵ نوامبر ۱۹۱۵، خلبان هنری سی ماستین نخستین پرتاب منجنیق را از یک کشتی در حال حرکت انجام داد.

### جدول زمانی کاربرد منجنیق
| ویژگی         | نخستین اجرا | نخستین نمایش            | نخستین کشتی‌های دارای منجنیق                                                      | ورود به خدمت   | یادداشت                                                            |
| ------------- | ----------- | ----------------------- | -------------------------------------------------------------------------------- | -------------- | ------------------------------------------------------------------ |
| منجنیق دریایی | ۱۹۱۵        | یواس‌اس کارولینای شمالی  | یواس‌اس لنگلی - هوای فشرده یواس‌اس لکسینگتون - چرخ پرواز اچ‌ام‌اس کوریجوس - هیدرولیک | ۱۹۲۲ ۱۹۲۷ ۱۹۳۴ | هنری ماستین نخستین پرتاب موفقیت‌آمیز را در ۵ نوامبر ۱۹۱۵ انجام داد. |
| منجنیق بخار   | ۱۹۵۰        | اچ‌ام‌اس پرسئوس           | یواس‌اس هنکاک                                                                     | ۱۹۵۴           | در طول بازسازی SCB-27 C در سال ۱۹۵۳ به هنکاک اضافه شد.             |
| EMALS         | ۲۰۱۰        | میدان لیک هرست ماکسفیلد | یواس‌اس جرالد آر. فورد                                                            | ۲۰۱۷           |                                                                    |

## جایگزین‌های منجنیق
نیروی دریایی چین، هند و روسیه از روش STOBAR استفاده می‌کنند. آن‌ها به‌جای منجنیق از پرش اسکی برای کمک به هواپیما در بلند شدن با سرعت صعود مثبت استفاده می‌کنند. هواپیماهای ناو هواپیمابر مانند جِی-۱۵، میگ-۲۹کی و سوخو-۳۳ برای شتاب دادن به سرعت پرواز، به موتورهای خود وابسته هستند. در نتیجه، آن‌ها باید با کاهش بار سوخت و تسلیحات بلند شوند.
سایر نیروهای دریاییِ دارای ناوهای هواپیمابر از هواپیماهای برخاست کوتاه و فرود عمودی (STOVL) مانند نوع بی اف-۳۵، سی هاریر و ای‌وی-۸بی هریر ۲ استفاده می‌کنند. این هواپیماها می‌توانند با بار سبک به‌صورت عمودی بلند شوند یا از پرش اسکی برای کمک به برخاستن با بار سنگین استفاده کنند. هواپیمابرهای STOVL در مقایسه با هواپیمابرهای CATOBAR ارزان‌تر و عموماً از نظر اندازه کوچک‌تر هستند. ناوهای هواپیمابر بریتانیایی کلاس ملکه الیزابت برای استفاده از هواپیماهای STOVL ساخته شدند و ابزاری برای تولید بخار برای یک منجنیق معمولی ندارند.